# エッテクルッバ
エッテクルッバ（jette-klubba）は、古代スウェーデンで用いられたこん棒である。

## 概要
古代北欧には、人口削減（間引き）のために生産力の低い老人を殺す風習が存在し、スウェーデンではその際、エッテクルッバと呼ばれるこん棒が用いられたとの伝承がある。"klubba"はスウェーデン語で英語の"club"に相当し、「こん棒」を意味する。